# Горка (Ферапонтовское сельское поселение)
Горка — деревня в Кирилловском районе Вологодской области.
Входит в состав Ферапонтовского сельского поселения, с точки зрения административно-территориального деления — в Ферапонтовский сельсовет.

## География
Расстояние по автодороге до районного центра Кириллова — 29 км, до центра муниципального образования Ферапонтово — 7 км.

## Население
| 2010 |
| ---- |
| 4    |

По переписи 2002 года население — 2 человека.